# Бекальта
Бекальта (лат. Thapsus, араб. البقالطة, фр. Bekalta) — туніське прибережне поселення, розташоване за 30 км від Монастіра і за 14 км на північний захід від Махдії. Населення станом на 2004 рік — 13695 чол..
Засноване біля сучасного мису Рас-Дімас фінікійцями, від яких отримало назву Тапс. Біля Тапса 6 квітня 46 р. до н. е. відбулася вирішальна битва між Юлієм Цезарем та африканськими помпеянцями, союзником яких був нумідійський цар Юба.